# Rosa Klöser
Rosa Maria Klöser (Geilenkirchen, 24 juni 1996) is een Duits wielrenster, gespecialiseerd in het gravelfietsen.

## Carrière
Tijdens de coronapandemie startte Klöser met wielrennen, als e-sport. Nadat ze de Nederlandse gravelfietser Piotr Havik ontmoette, probeerde ze die sport en bleek ze talent te hebben. In 2023 en 2024 behaalde ze meerdere podiumplaatsen in de Gravel World Series. In juni 2024 won ze de Unbound 200.
In 2025 maakte Klöser de overstap naar CANYON//SRAM zondacrypto. Namens dat team nam ze in april van dat jaar deel aan Parijs-Roubaix, waar ze op plek 31 eindigde.

## Palmares

### Overwinningen
2023
The Gravel Series Rude Skov
The Gravel Series Gribskov
Gribben Gravel
2024
Unbound 200
2025
Gravel World Series Eislek Gravel Luxemburg
Gravel World Series Hegau Gravel Festival
The Rift

### Resultaten in voornaamste wedstrijden
| Jaar | Parijs-Roubaix |
| ---- | -------------- |
| 2025 | 31e            |

## Ploegen
- 2025 –  CANYON//SRAM zondacrypto

Aintila · Bäckstedt · Bauernfeind · Bradbury · Consonni · Cromwell · Czapla · van der Duin · Dygert · Klöser · Kolesava · Martins · Niedermaier · Niewiadoma · Paladin · Skalniak-Sójka · Towers · Uttrup Ludwig